# 短节方竹
短节方竹（学名：Chimonobambusa brevinoda）为禾本科方竹属下的一个种。

## 扩展阅读
- 維基物種上的相關：短节方竹